# Проспект Курземес
Проспе́кт Ку́рземес (также Ку́рземский проспе́кт; латыш. Kurzemes prospekts) — магистральная улица городского значения в Курземском районе города Риги. Находится в историческом районе Иманта, огибая пять его основных микрорайонов (Иманта-1 — Иманта-5) по внешней ломаной линии, близкой к полукругу. 850-метровый участок севернее перекрёстка с ул. Клейсту служит границей с районом Клейсты, а вдоль северо-западного участка проспекта проходит граница города с Бабитской волостью. Проспект начинается и заканчивается примыканием к Юрмалас гатве; продолжением проспекта Курземес является улица Золитудес.
Общая длина проспекта составляет 4898 метров. На всём протяжении имеет две раздельные асфальтированные проезжие части, по 2-3 полосы в каждом направлении. По проспекту курсируют автобусы разных маршрутов, а на участке от Юрмалас гатве до ул. Бебру проложена двухпутная трамвайная линия (в настоящее время используется маршрутом № 1).

## История
Проспект Курземес был запроектирован при застройке жилого района Иманта в 1968 году как три отдельные улицы: улица Попова (от восточного пересечения с Юрмалас гатве до ул. Слокас), длина 1010 м, проспект Комарова (от ул. Слокас до крайней северной точки нынешнего проспекта Курземес), длина 1600 м и улица Яна Рудзутака (западная дуга нынешнего проспекта, от Юрмалас гатве до крайней северной точки). В 1991 году эти три улицы были объединены в единый проспект Курземес.
К проспекту Курземес прилегает холм Судрабкалныньш — место подвига воинов 6-го Рижского пехотного полка, в ноябре 1919 года отразивших наступление армии Бермондта (в 1937 году здесь открыт памятник).

## Застройка
Основная застройка проспекта велась в 1970—1980-е годы. По левой (чётной) стороне преобладает типовая многоэтажная жилая застройка. По правой стороне в начале проспекта располагалась территория предприятия Radiotehnika RRR (ныне ликвидировано; здания частично снесены, частично используются в производственных и коммерческих целях). Далее находится ТЭЦ «Иманта», небольшие производственные предприятия, гаражные общества, лесной массив и частная застройка западной части Иманты.

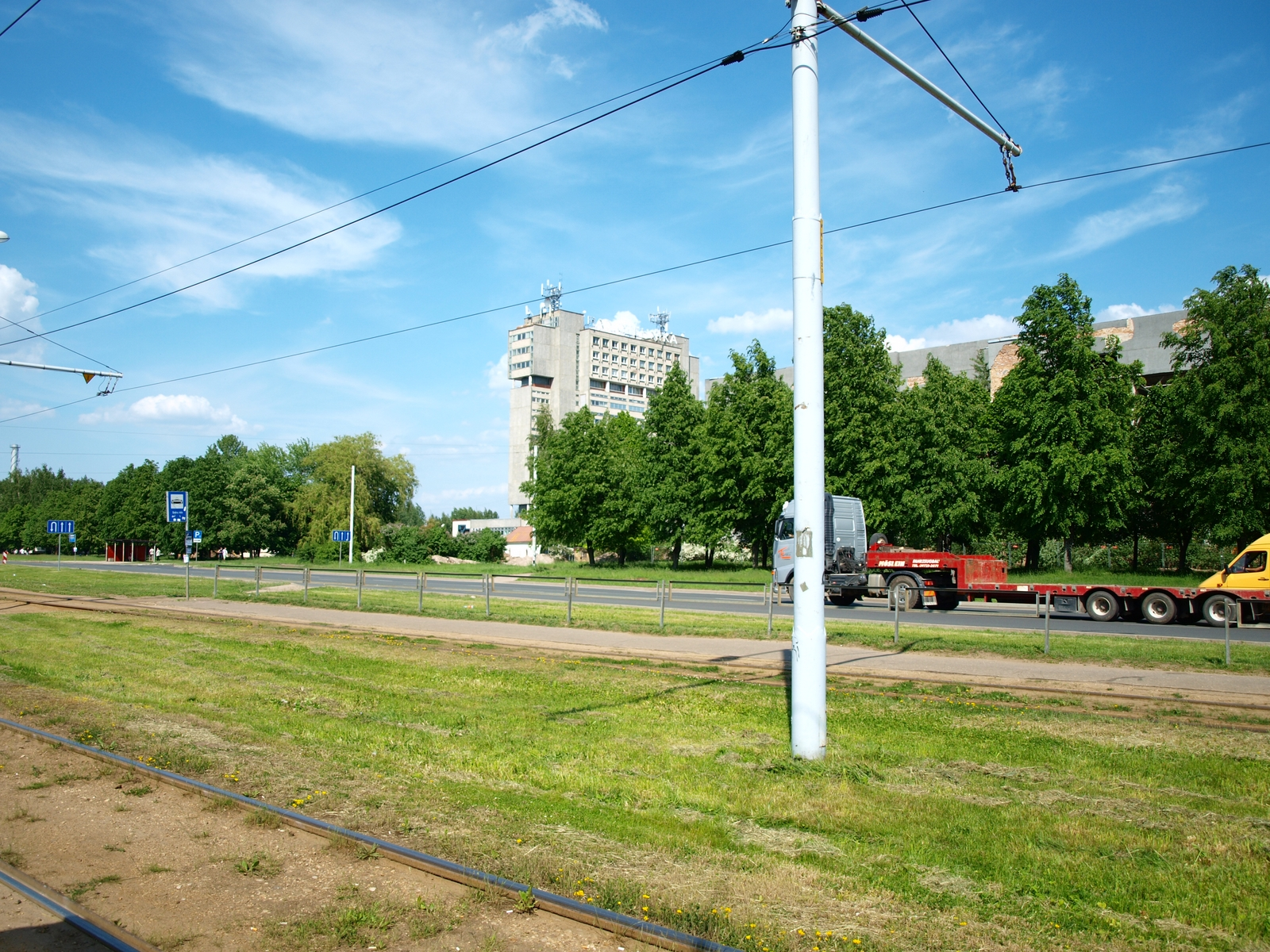
Вид на бывшие корпуса радиозавода
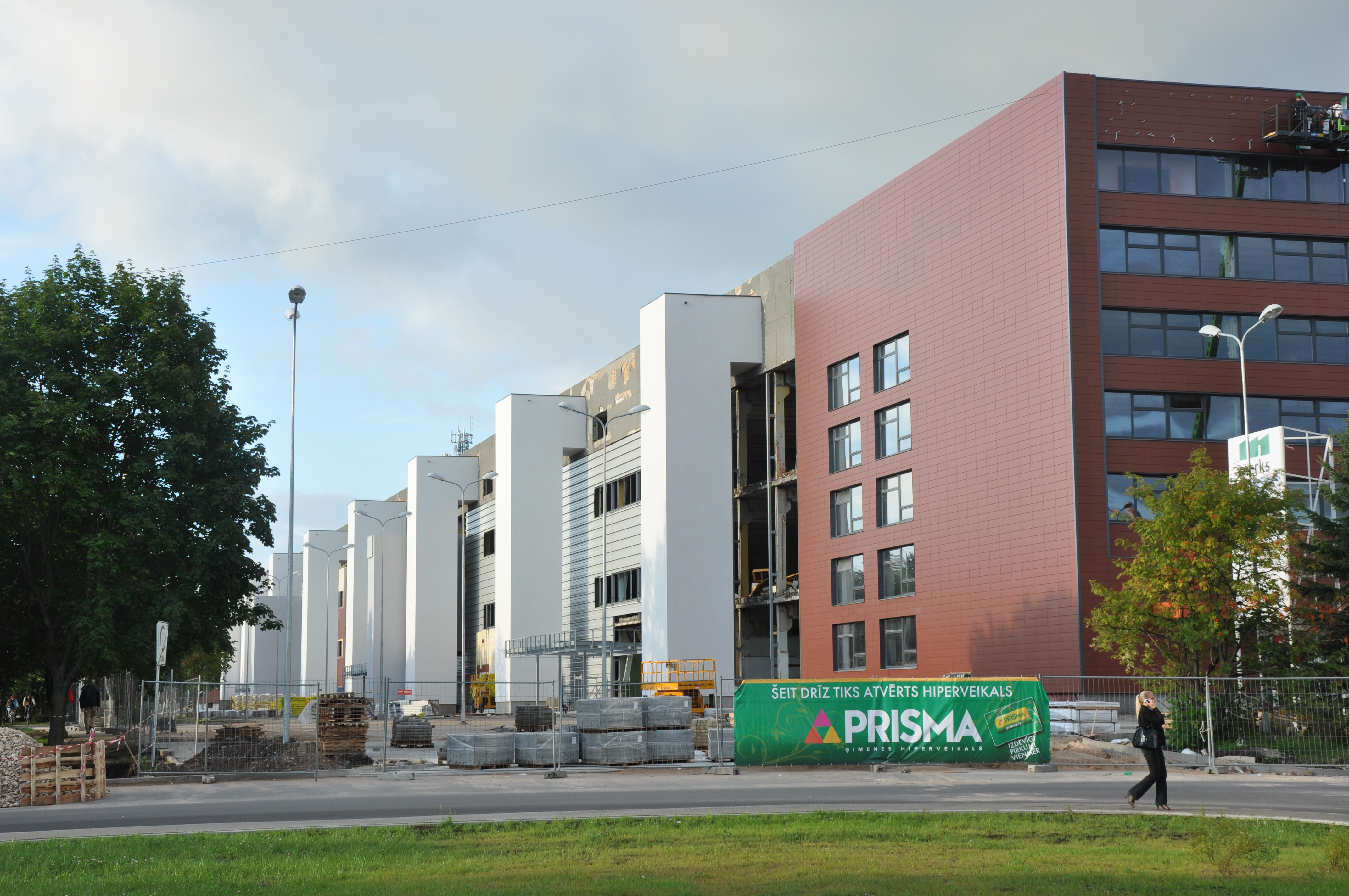
Реконструкция заводского цеха в гипермаркет
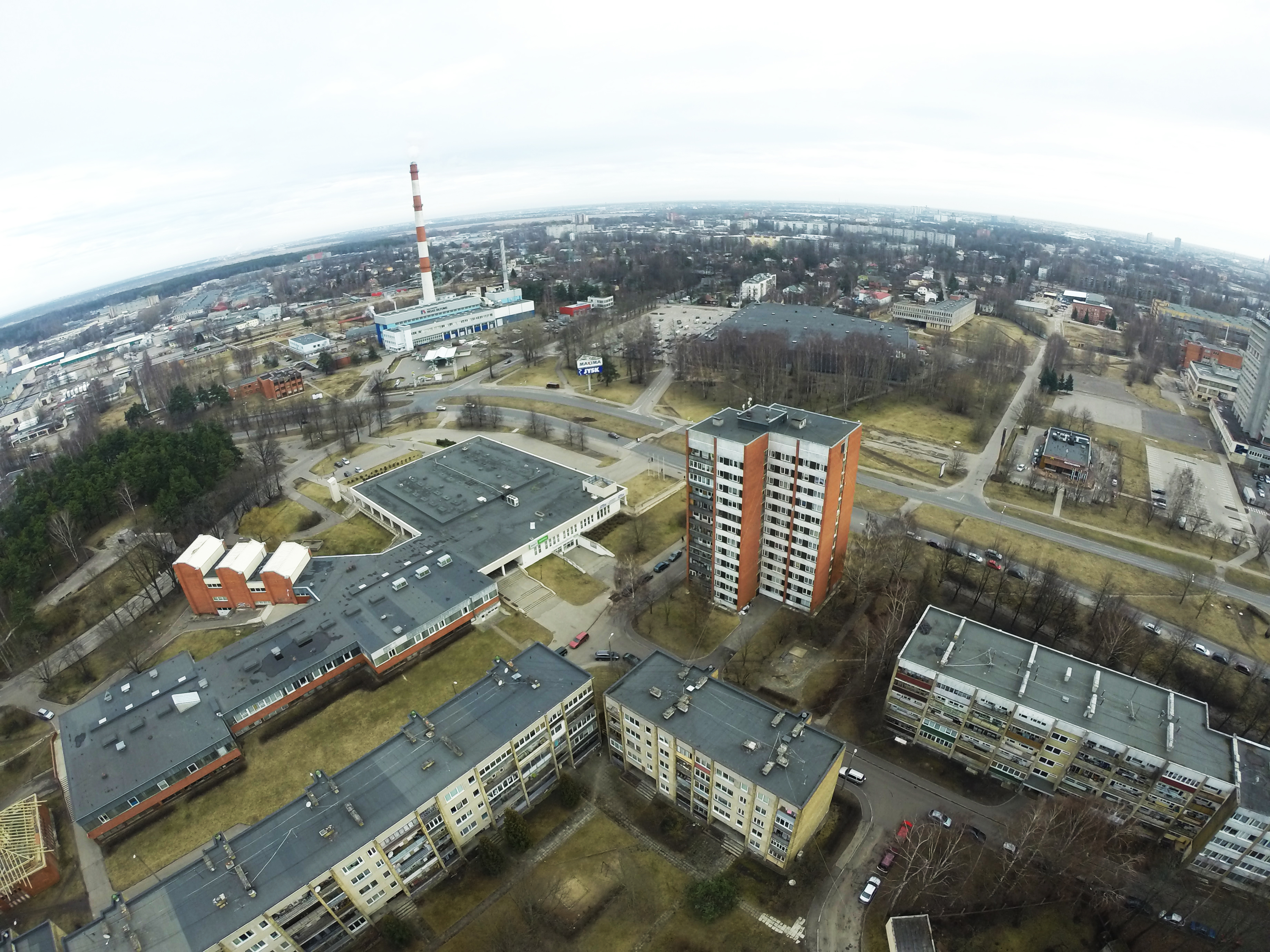
Проспект в районе ТЭЦ
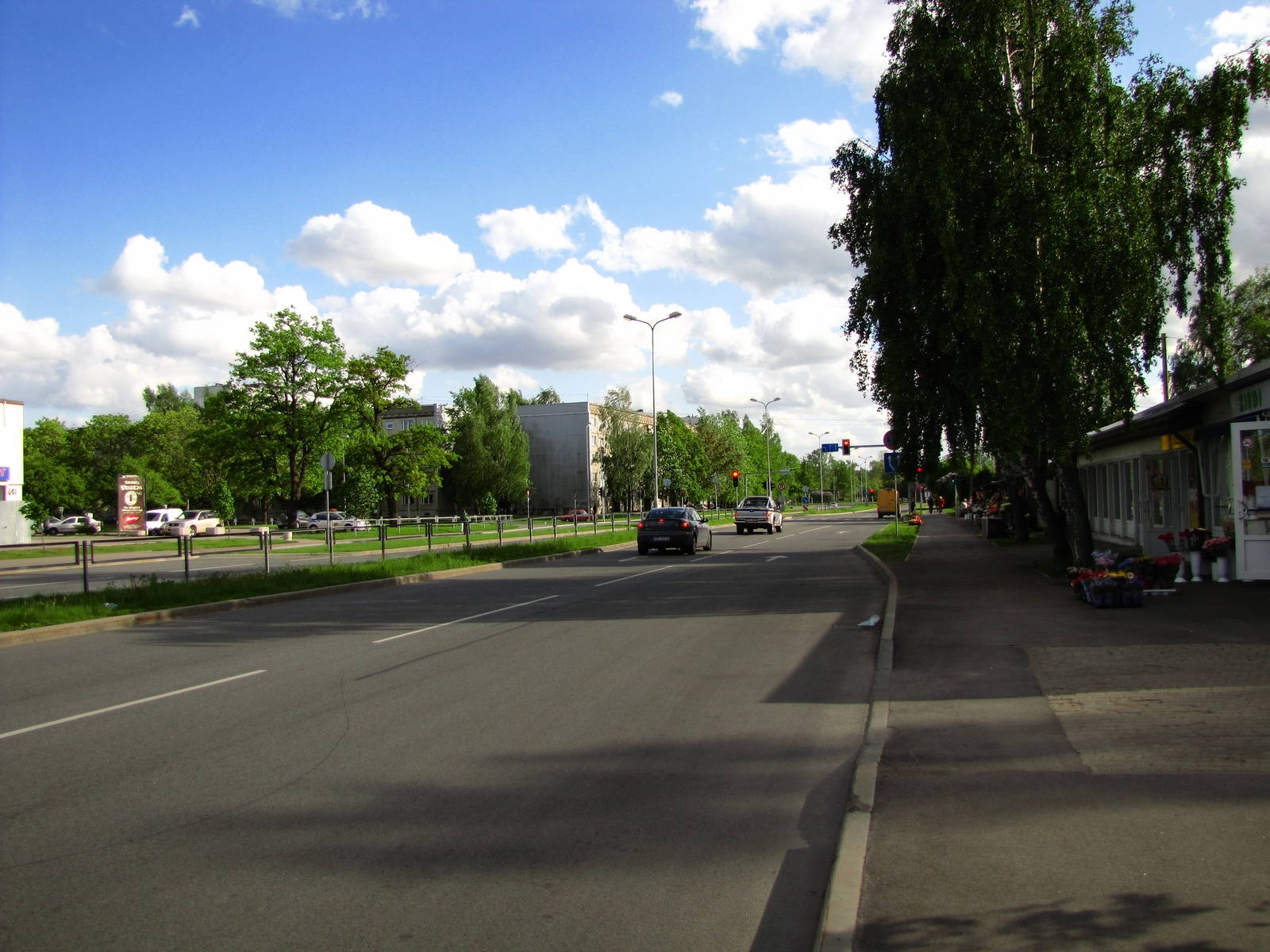

## Прилегающие улицы
Проспект Курземес пересекается со следующими улицами:
- Юрмалас гатве
- улица Бебру
- улица Сканду
- улица Слокас
- улица Меллужу
- улица Клейсту
- Ригондас гатве
- улица Даммес
- улица Зиедоня
- улица Зентенес
- улица Айритес
- улица Маза Золитудес
- Талавас гатве
- улица Цериню